# Alejandro Balde
Alejandro Balde Martínez (n. 18 octombrie 2003, Barcelona, Catalonia, Spania) este un fotbalist profesionist spaniol care joacă ca fundaș stânga la Barcelona în La Liga și la echipa națională a Spaniei.

## Carieră
Născut în Barcelona, Catalonia, dintr-un tată din Guineea-Bissau și o mamă dominicană,  Balde s-a alăturat lui FC Barcelona în 2011, la vârsta de opt ani, după ce a urcat în rândurile lui RCD Espanyol.  În iulie 2021, a semnat o reînnoire a contractului cu Barcelona până în 2024, cu o clauză de eliberare de 500 de milioane de euro. 
Balde a impresionat în timpul pre-sezonului din vara anului 2021 și a început noua campanie ca rezervă principală al lui Jordi Alba pe Camp Nou.  A stat pe bancă pentru meciul de deschidere cu Real Sociedad  și următorul meci împotriva lui Athletic Bilbao.  Pe 14 septembrie 2021, a jucat primul său meci oficial cu prima echipă a Barcelonei, înlocuind-ul pe Alba în minutul 74 al unei înfrângeri cu 3-0 cu Bayern Munchen în faza grupelor din UEFA Champions League. 
De la începutul sezonului 2022-2023, Balde a primit un rol mai proeminent de către antrenorul Xavi, începând mai multe meciuri de campionat decât Jordi Alba și primind mai multe minute în meciuri importante. 

## Cariera internațională
Balde a primit un apel surprins la echipa națională a Spaniei cu două zile înainte de începerea Cupei Mondiale FIFA 2022, deoarece colegul său de bandă José Gayà s-a accidentat la gleznă la antrenament.  Pe 23 noiembrie 2022, a făcut prima sa apariție internațională într-o victorie cu 7-0 împotriva lui Costa Rica, înlocuindu-l pe Jordi Alba în minutul 64.

## Palmares
Barcelona
- La Liga: 2022–23 [12]
- Supercopa de España: 2022–23, 2024-25 [13]

Individual
- Echipa sezonului La Liga: 2022–23 [14]